# Cyberdog
Cyberdog è un browser sviluppato da Apple che utilizza l'architettura OpenDoc. È stato creato per le versioni di Mac OS precedenti al Mac OS X e su questo funziona solamente nella modalità "Classic".
Cyberdog ha un programma per gestire i newsgroup e un client e-mail.